# Janet Varney
Janet Varney (Tucson, Arizona; 16 de febrero de 1976) es una actriz estadounidense de comedia, conocida por conducir el programa del canal TBS Dinner and a Movie y por darle voz al personaje de Korra en La leyenda de Korra.

## Biografía
Varney es originaria de Arizona. Fue alumna de la Universidad Estatal de San Francisco donde se especializó en teatro. Después de la escuela siguió una carrera en diseño de interiores antes de volver a la actuación.

## Carrera

### Proyectos en televisión
Varney fue copresentadora de The Hollywood Show con Brian Unger, un personaje recurrente en el programa de sketchs Back to Norm de Norm Macdonald. También fue protagonista en una serie de la FOX, "Happy Hour." En 2007, Varney apareció en los cortometrajes Random Acts of Kindness, Die Hardly Working, Eternal Waters, Worldly Possession, The Losers, Keep Off Grass, y Dress For Success, los cuales fueron realizados durante el reality show On the Lot.  Ha aparecido como el personaje habitual "Bev" para la serie de internet Back on Topps con Randy and Jason Sklar. A principios de 2008, comenzó a protagonizar la serie de la HBO Entourage, interpretando a la productora de televisión Amy Miller.
Y recientemente apareció en la película "Best Player", con Jerry Trainor y Jennette McCurdy.

### Dinner and a Movie
En 2005, Varney reemplazó a Lisa Kushell como presentadora del programa de cocina y entretenimiento de la TBS Dinner and a Movie. Desde entonces, ha aparecido, junto al anfitrión Paul Gilmartin y chef Claud Mann, en cada episodio presenta películas e inyecta humor durante la preparación de una cena creativa con algún tema de la película.

### Rifftrax
Varney ha escrito e interpretado una gran cantidad de audios con comentarios cómicos para películas junto con su compañero cofundador de SF Sketchers, Cole Stratton. Estos aparecen en el website de Rifftrax bajo el título de "Rifftrax Presents" .
Ella ha ejecutado los comentarios de Rifftrax en las siguientes películas:
- Footloose
- Poltergeist
- Ghost
- Dirty Dancing
- Jaws 3
- Flatliners

## Vida personal
Varney es cofundadora, directora creativa y productora de SF Sketchfest, The San Francisco Comedy Festival y es también la cofundadora del grupo de sketch de San Francisco llamado Totally False People. Ha actuado con el grupo Sequel 4000. Tuvo una relación sentimental con el comediante Chris Hardwick desde 2004 hasta 2011. En marzo de 2012, lanzó un pódcast titulado "The JV Club", el cual puede ser encontrado en la página web Nerdist.com.

## Filmografía
| Year | Title            | Role                    | Notes |
| ---- | ---------------- | ----------------------- | ----- |
| 2003 | Stuck            | Jane                    |       |
| 2004 | Catwoman         | Party Girl              |       |
| 2007 | American Fork    | Joleen                  |       |
| 2007 | Dante's Inferno  | Intercom                |       |
| 2008 | Drillbit Taylor  | Attractive Woman Driver |       |
| 2008 | Bill             | Amelia                  |       |
| 2009 | Still Waiting... | Haley                   |       |
| 2011 | Best Player      | Tracy Saunders          |       |

| Year      | Title                               | Role                                                    | Notes      |
| --------- | ----------------------------------- | ------------------------------------------------------- | ---------- |
| 2004      | Crossballs: The Debate Show         | Various Characters                                      |            |
| 2005      | The Hollywood Show                  | Co-Host                                                 |            |
| 2005      | Back to Norm                        | Christine Macdonald                                     |            |
| 2005–2011 | Dinner and a Movie                  | Hostess                                                 |            |
| 2006      | Home Purchasing Club                | Debbie Driscoll                                         |            |
| 2006      | What About Brian                    | Carol                                                   |            |
| 2006      | Happy Hour                          | Molly                                                   |            |
| 2006      | Love, Inc.                          | Glenda                                                  |            |
| 2006      | Free Ride                           | Megan                                                   |            |
| 2007      | How I Met Your Mother               | Stacey Gusar                                            |            |
| 2007      | On the Lot                          | Actress                                                 |            |
| 2007      | Worldly Possession                  | Nancy Bates                                             |            |
| 2007      | Eternal Waters                      | Lead                                                    |            |
| 2007      | Die Hardly Working                  | Heroin                                                  |            |
| 2007      | Halfway Home                        | Kimberly Costas                                         |            |
| 2007      | The Weekend                         | Madelaine                                               |            |
| 2007      | The Untitled Rob Roy Thomas Project | Ellie Tennant                                           |            |
| 2008      | Chocolate News                      | Trina Johns                                             |            |
| 2008      | Psych                               | Mindy Howland                                           |            |
| 2008      | Man Stroke Woman                    | Various Characters                                      |            |
| 2009      | Bones                               | Maureen Perot                                           |            |
| 2009      | Entourage                           | Amy Miller                                              |            |
| 2012      | The Game                            | Summer Grayson                                          |            |
| 2012      | The Legend of Korra                 | Korra                                                   | Voice only |
| 2012      | The Exes                            | Lorna                                                   |            |
| 2015      | you are the worst                   | Becca Barbara, la exnovia de Jimmy y hermana de Lindsey |            |